# Alexander Keith Johnston
Alexander Keith Johnston (Kirkhill bij Edinburgh, 28 december 1804 - Ben Rhydding, Yorkshire, 9 juli 1871) was een Schotse geograaf en cartograaf. Na opleidingen aan de middelbare school en de universiteit van Edinburgh ging hij in de leer bij een graveur. In 1826 begon zijn broer (later Sir William Johnston, provoost van Edinburgh) een drukkerij en graveerinrichting, die de naam kreeg Cartografische Inrichting W. en AK Johnston.
Johnstons interesse in de geografie was vroeg aanwezig: zijn eerste belangrijke werk was de National Atlas of General Geography. Die ervaring resulteerde voor hem in 1843 in een benoeming als koninklijke geograaf van Schotland. Johnston was de eerste die met de studie van de fysische geografie bevoegd was dit in Engeland te doceren. Zijn aandacht voor het vak ontstond door Alexander von Humboldt. Na jaren van arbeid publiceerde hij in 1848 de Physical Atlas of Natural Phenomena, gevolgd door een tweede, uitgebreide uitgave in 1856.
De rest van zijn leven wijdde Johnston aan geografie. In zijn latere jaren aan de pedagogische aspecten daarvan in het bijzonder. Zijn diensten werden erkend door vooraanstaande wetenschappelijke genootschappen in Europa en Amerika.
Johnston publiceerde ook een Dictionary of Geography in 1850 in een aantal edities, The Royal Atlas of Modern Geography, werd begonnen in 1855, een atlas om militaire geografie te begeleiden bij Alisons History of Europe volgde in 1848, en een reeks andere atlassen en kaarten waaronder de Atlas of the United States of North America (1857), produceerde hij voor educatieve of wetenschappelijke doeleinden.
Zijn zoon Alexander Keith Johnston Jr. (1844-1879) was ook auteur van verschillende geografische werken en opstellen. Van 1873-1875 was hij geograaf bij een commissie voor een enquête van Paraguay. Hij overleed in Afrika tijdens een Royal Geographical Society-expeditie naar het Nyasameer.
- Bibliothèque nationale de France: cb15328372d (data)
- Stuttgart Database of Scientific Illustrators 1450–1950: 1537
- Gemeinsame Normdatei: 117677566
- International Standard Name Identifier: 0000 0000 7368 5072
- Library of Congress Control Number: nr00005887
- Nationale bibliotheek van Australië: 35165641
- Nationale Bibliotheek van Israël: 987007307101905171
- Nederlandse Thesaurus van Auteursnamen: 069760934
- Istituto Centrale per il Catalogo Unico: TO0V423524
- SNAC: w6nd8c2b
- Système universitaire de documentation: 158272226
- Trove: 848592
- Virtual International Authority File: 22441278
- WorldCat: E39PBJcrd6H4BtMQQqRgbmQDv3